# Abalistes stellaris
Abalistes stellaris, jedna od vrsta riba porodice kostorožaca ili Balistidae. Demersalna i amfidromna riba koja živi u tropskim vodama između 46°N - 36°S širine i 6°W - 178°W dužine. Obično je dugačka oko 40 centimetara ali maksimalno naraste do 60 centimetara. Voli muljevita ali i pjeskovita dna u obalnim područjima, kao i grebene. Hrani se životinjama s bentosa. Ima je od Crvenog mora i istočne Afrike sve do jugoistočne Azije, i sjeverno do Japana i na jug do sjeverne Australije. U istočnom Atlantiku živi kod Svete Helene i južne obale Afrike.
Komercijalno je značajna, pa za nju postoje brojni narodni nazivi, a prodaje se svježa ili kao sušena i usoljena. Trgovačkog službenog naziva nema dok je u Burmi trgovački naziv za nju Starry file fish
- Abalistes stellaris
- Abalistes stellaris
- Abalistes stellaris
- Abalistes stellaris